# Marko Poletanović
Marko Poletanović, né le 20 juillet 1993 à Novi Sad, est un footballeur international serbe. Il évolue actuellement comme milieu de terrain au FK Vojvodina.

## Palmarès
- Vainqueur de la Coupe de Serbie en 2013 avec le Vojvodina Novi Sad
- Champion de Belgique en 2015 avec La Gantoise
- Vainqueur de la Coupe de Russie en 2018 avec le FK Tosno
- Vainqueur de la Coupe de Pologne en 2021 et 2022 avec le Raków Częstochowa
- Vainqueur de la Supercoupe de Pologne en 2021 avec le Raków Częstochowa